# Once Bitten
Once Bitten («Однажды Укушенный») — пятнадцатая серия тринадцатого сезона мультсериала «Гриффины». Премьерный показ состоялся 19 апреля 2015 года на канале FOX.

## Сюжет
Гриффины смотрят телевизор, неожиданно Брайану становится очень плохо: решено отвезти его в местную ветеринарную клинику. Доктор говорит, что из-за постоянного употребления Брайаном большого количества алкоголя и возникают проблемы со здоровьем. Несмотря на предостережения врача, он не хочет отказываться от вредной привычки, просит выписать Питеру таблетки. Однако, Брайану не суждено было услышать самого важного от врача: лекарство принимается путём ректального введения препарата.
Уже дома Брайан, узнав о том, что Питеру нужно будет сделать с ним, чтобы принять лекарство, наотрез отказывается и даже убегает с кухни. Питер решает взять его хитростью: выждав нужный момент, ему удается ввести лекарство. Брайан кусает его, причем ощущает некий прилив энергии: отныне он решает пользоваться своим превосходством в доме. Уже вскоре Лоис просит Питера отвезти Брайана в дрессировочную школу.
Вернувшись спустя некоторое время, пройдя испытания подавлением духа, просмотром видео с пылесосами и постоянными тренировками, Брайан кардинально меняется. Отныне он делает всё, что ему прикажут хозяева: помогает пьяному Питеру добраться домой, но вот незадача: он наотрез отказывается «веселиться» с Гриффином. Питер в растерянности, но уже ближе к вечеру находит способ вернуть своего старого друга: пока Брайан спал, Питер подкрался к нему и вставил в него вместо свечи палец. Брайан, как полагается, укусил Питера, начал извиняться, осознавая нарушения тех правил, которым его учили в школе. Но Питер говорит, что укус — это вполне нормальная реакция, когда кто-то пытается подкрасться к твоей заднице. Друзья просто рады тому, что они снова вместе.
Параллельно в эпизоде идет развязка конфликта между Крисом и Нилом Гольдманом, который решает завязать дружбу с Крисом только ради того, чтобы быть ближе к Мег. Крис всё понимает: друзья ссорятся. Уже добившись своего и сидя с Мег в кино, Нил осознаёт, что не должен был играться чувствами единственного друга. Тогда он убегает с кинотеатра и просит прощения у Криса, и Крис принимает его извинения.

## Рейтинги
- Рейтинг эпизода составил 1.7 среди возрастной группы 18-49 лет.
- Серию посмотрело порядка 3.30 миллиона человек.
- Серия стала второй по просматриваемости в тот вечер Animation Domination на канале FOX, уступив сериалу «Последний человек на Земле».[1]